# 조성걸
조성걸은 대한민국의 영화 제작자이자 텔레비젼 드라마 작가이다. 

## 주요 작품

### 드라마
- 2022년 KBS2 월화 미니시리즈 《커튼콜》 ... 집필

### 영화
- 2010년 영화 《방자전》 ... 제작관리부문
- 2011년 영화 《레드카펫》 ... 제작지획진행, 단역 - 호수공원커플 역
- 2013년 영화 《숨바꼭질》 ... 기획
- 2014년 영화 《표적》 ... 각본
- 2017년 영화 《원스텝》 ... 각색
- 2017년 영화 《청년경찰》 ... 공동제작
- 2020년 영화 《히트맨》 ... 제작 및 기획